# 贝尔系统

贝尔系统的标志及商标。
由索爾·巴斯于1969年设计。

贝尔系统（英語：Bell System）是一个先由贝尔电话公司而后由美国电报电话公司所领导的公司系统。该系统于1877年创建并在1980年代初期消亡；在其存在的百余年历史里，贝尔系统一直是北美地区电信服务行业领域里的主导者。贝尔系统常常被俗称为“贝尔老妈（Ma Bell）”，因为它在美国及加拿大的大部分地区几乎垄断了电信服务。当贝尔系统在1980年代初期解体的时候，拥有1,500亿美元（相当于2019年的3,700亿美元）的公司资产，以及超过100万名的公司雇员。
早在1970年代初期，美国的反垄断监管机构就怀疑贝尔系统滥用其垄断权。1974年，美国司法部反垄断司以贝尔系统违反《1890年谢尔曼反垄断法》为由发起对其的诉讼。1982年，自觉难以胜诉的贝尔系统与美国司法部达成妥协，同意其协议裁决的内容以解决这起诉讼。美国司法部下令将贝尔系统拆分成七家“区域贝尔运营公司”；这些公司被俗称为“贝尔宝宝（Baby Bells）”，都于1984年成立。随着贝尔宝宝们的纷纷成立，贝尔系统正式宣布结业。这些贝尔宝宝都是独立公司，其中不乏大型公司，例如：美国电报电话公司、威讯通讯和流明科技。

## 公司历史

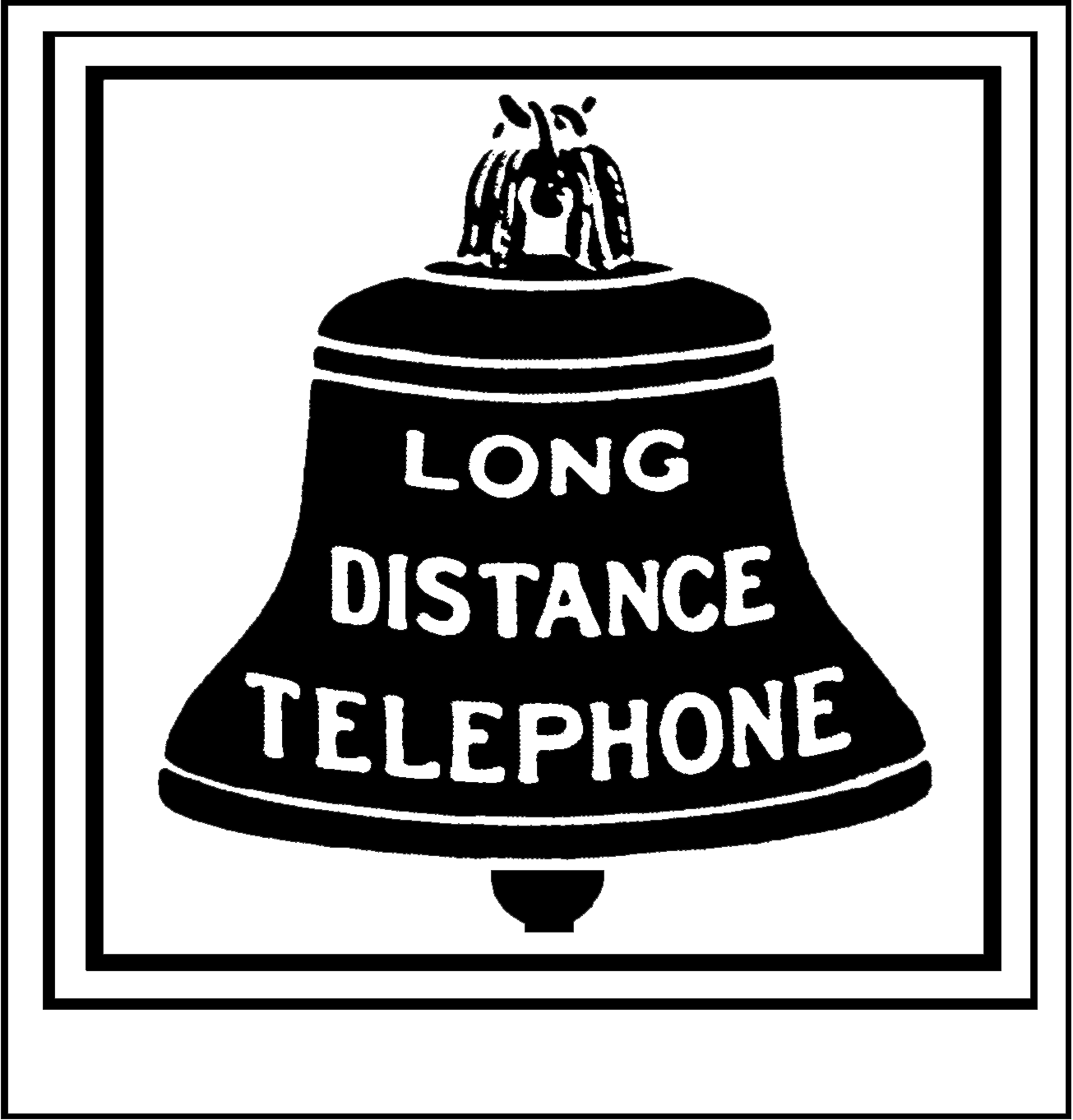
贝尔系统在1889年至1900年期间使用的标志。

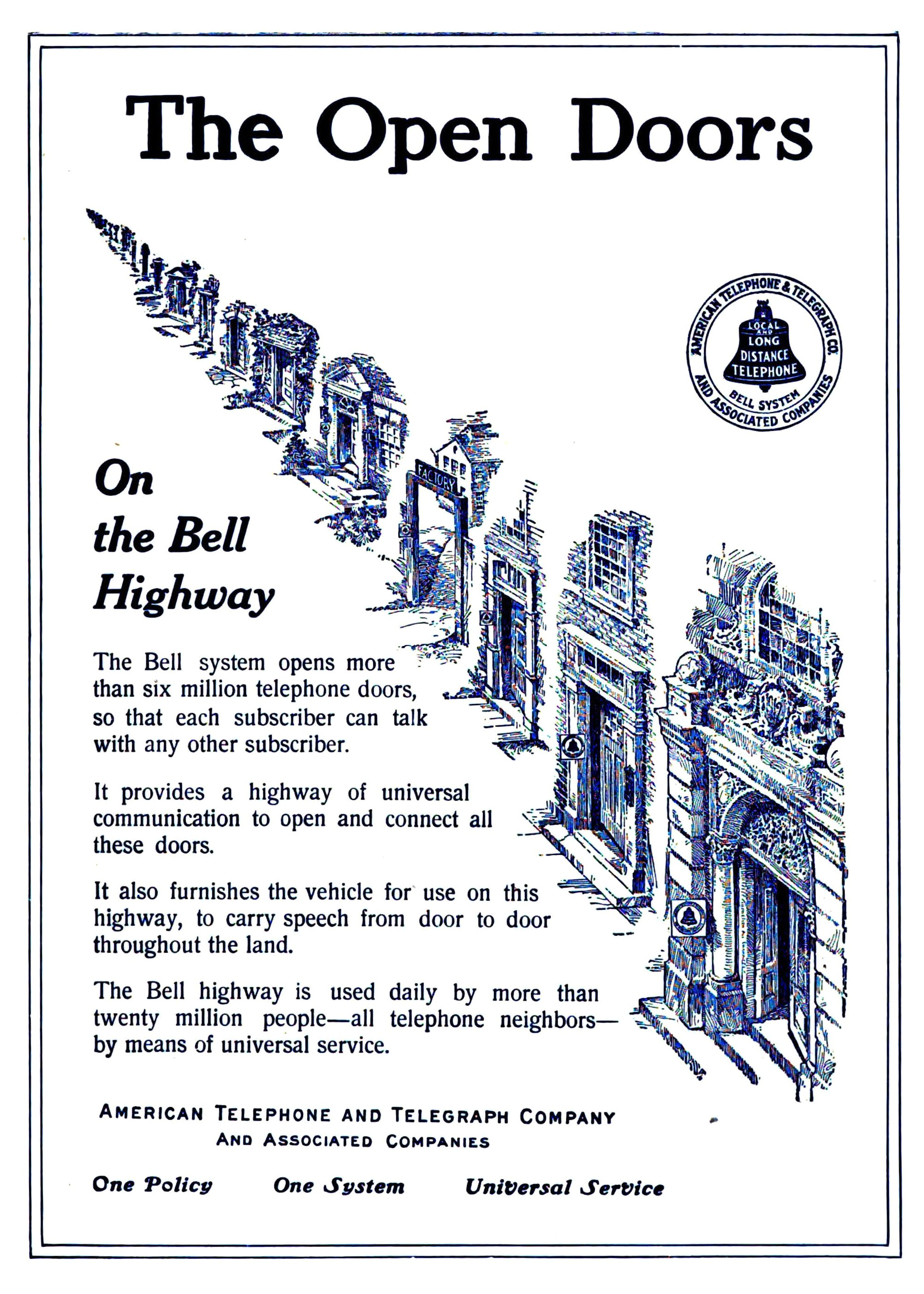
贝尔系统在1912年发布的广告，以宣传其普遍服务的口号。

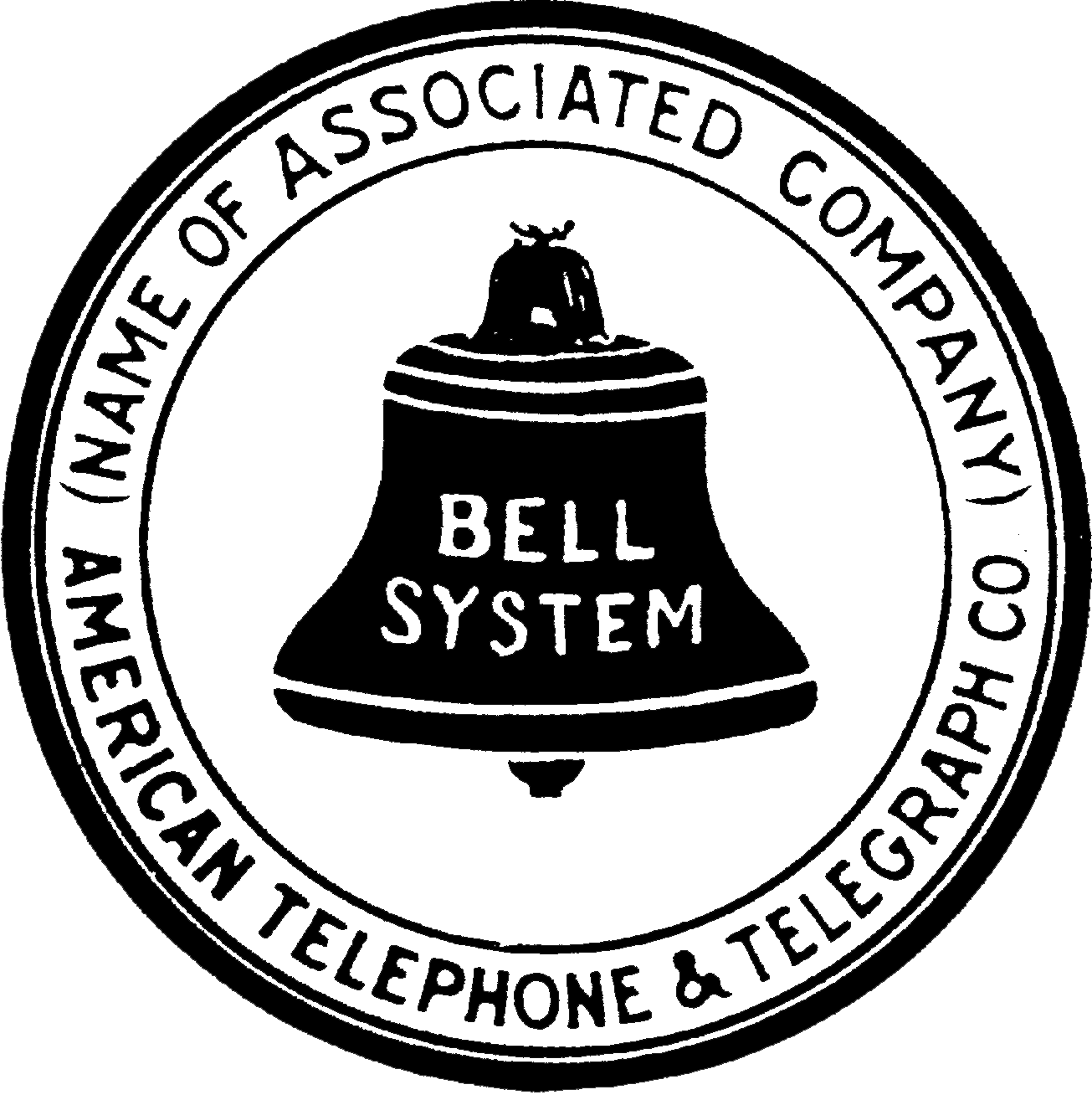
1921年至1939年期间，贝尔系统关联公司所使用的徽标样式。

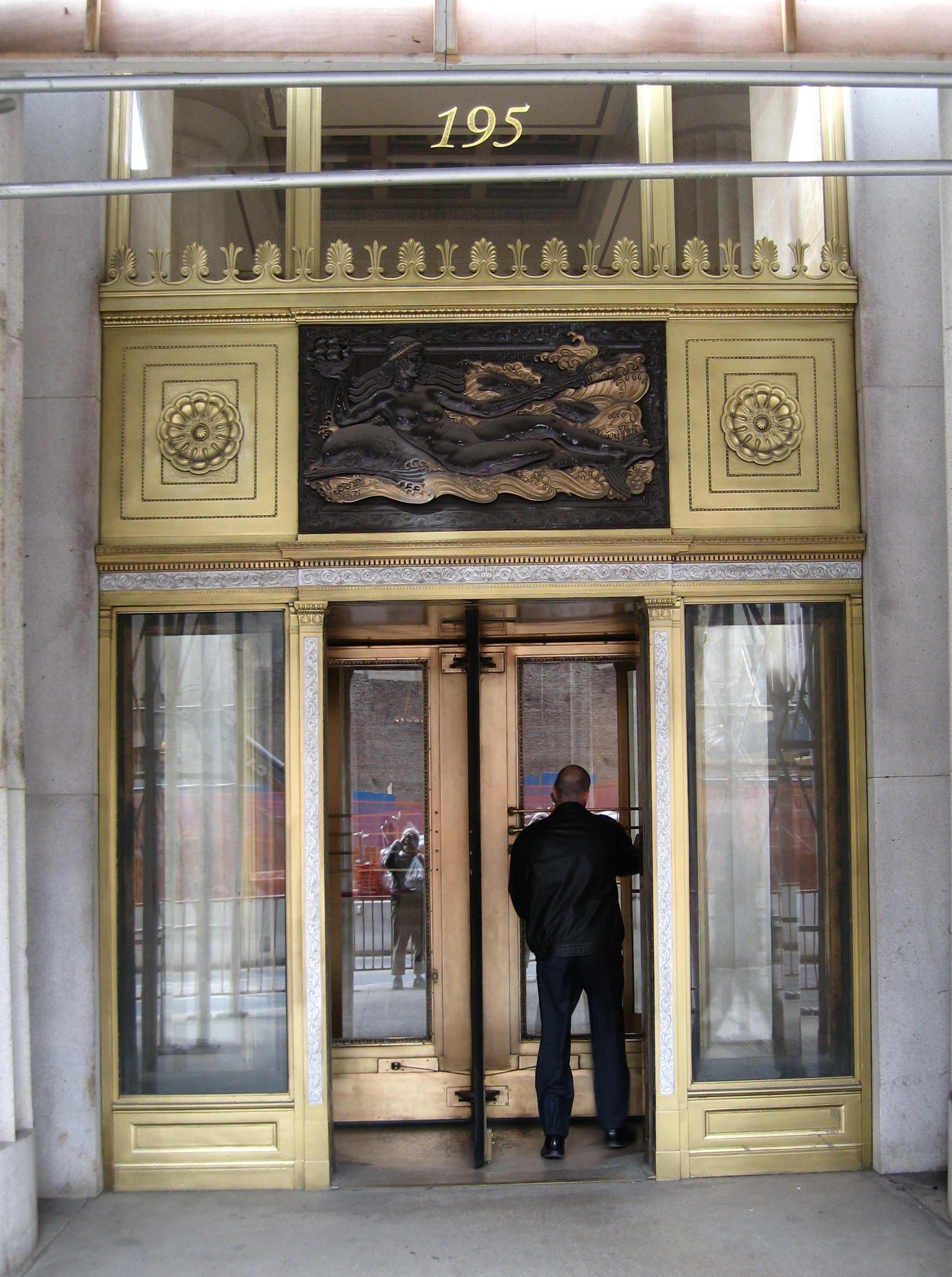
百老汇195号，美国电报电话公司在20世纪大部分时间内的总部所在地。

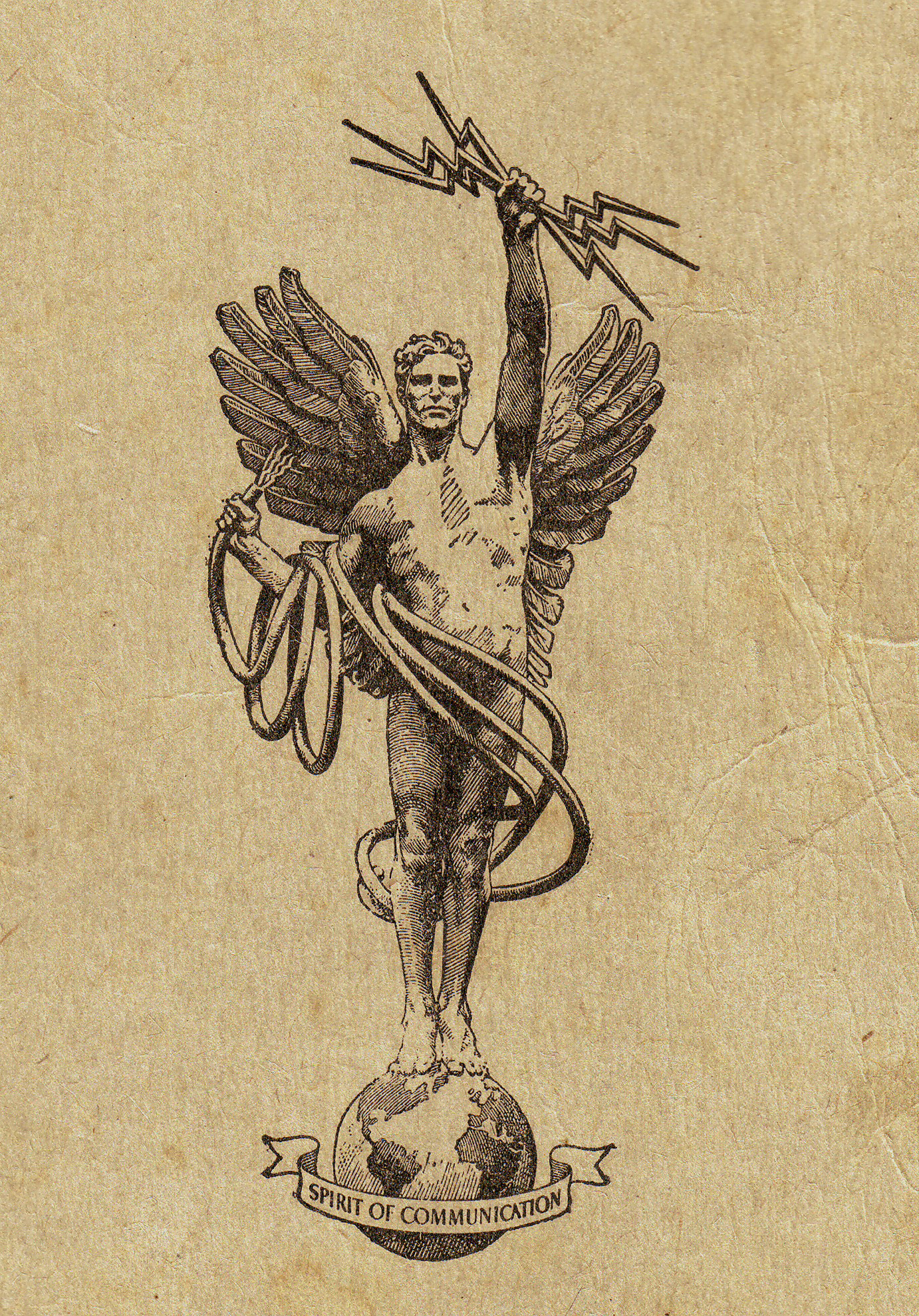
交际精灵，1930年代到1940年代用于贝尔系统目录。

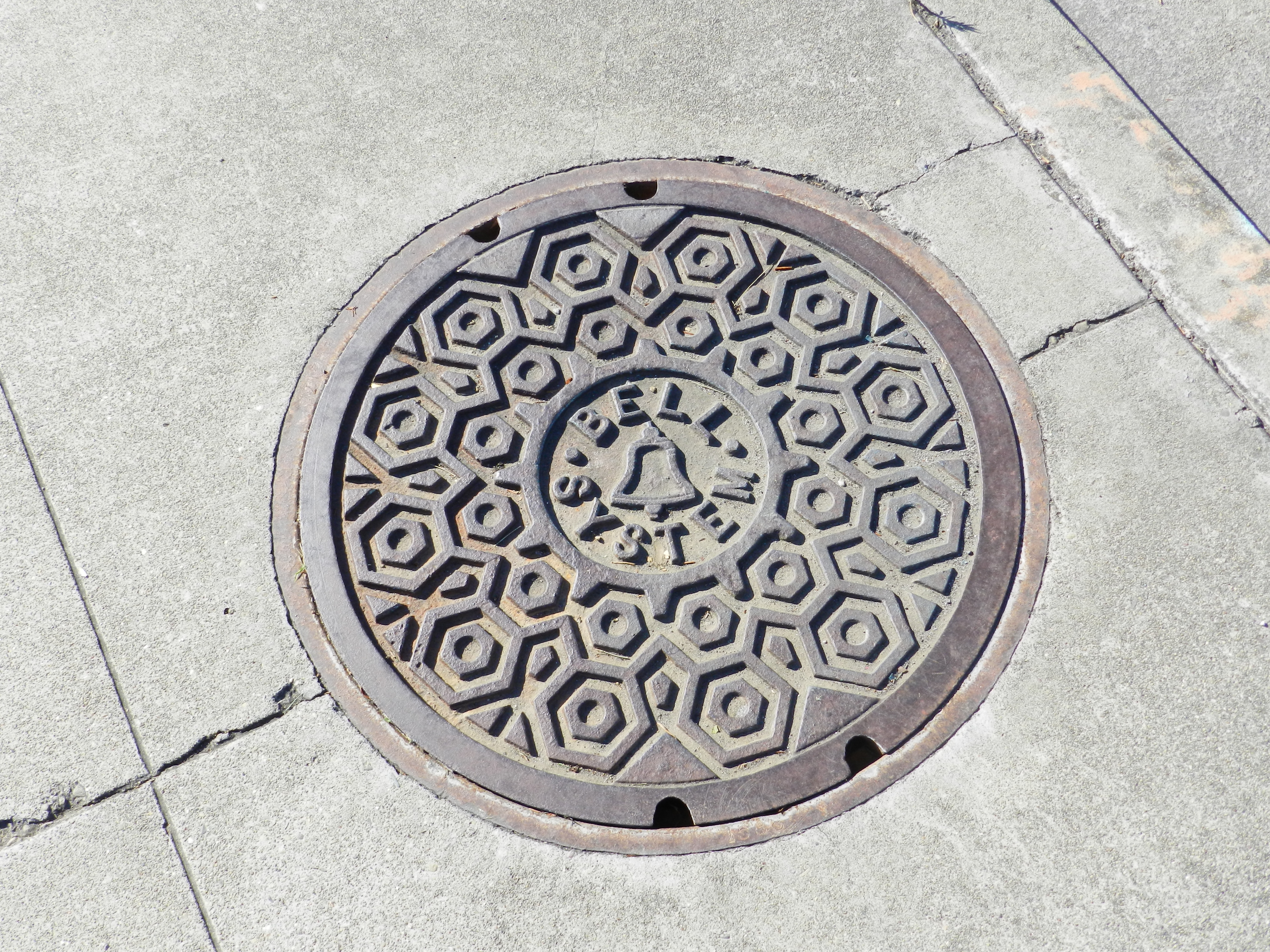
镌刻有贝尔系统徽标的窨井盖。

1877年，以亚历山大·格拉汉姆·贝尔名字命名的美国贝尔电话公司在康涅狄格州的纽黑文市开设了第一家本地电话交换局。几年之内，美国贝尔电话公司在全美各大主要城市都建立了自己的本地电话交换局。贝尔系统的名称最早是被那些拥有电话专营权的公司所使用，这些公司后来都被美国电报电话公司所收购，以及内部关联公司、区域控股公司和后来的贝尔运营公司。
1899年，美国电报电话公司收购了其母公司美国贝尔电话公司的全部资产。美国贝尔电话公司创立了美国电报电话公司，其目的在于提供从纽约市到芝加哥市以及其他美国主要城市的长途电话服务。当美国电报电话公司成为美国贝尔电话公司的母公司后，自然也就成为贝尔系统的领导公司，这是由于美国电报电话公司所在的纽约在监管和税收政策上比美国贝尔电话公司所在的波士顿更为严格。后来，贝尔系统及其绰号“贝尔大妈”成为美国电报电话公司旗下四个主要业务部门的代名词。
- AT&T长途线路（英语：AT&T Communications）：提供长途线路以连接本地电话交换服务和长途电话服务。
- 西方电气（英语：Western Electric）：贝尔公司的设备制造部门。
- 贝尔实验室：美国电报电话公司的研究和发展部门。
- 区域贝尔运营公司（英语：Regional Bell Operating Company）：提供区域本地电话交换服务。

1913年，美国联邦政府在一起反垄断诉讼中，就美国电报电话公司所有的贝尔系统对电信服务日益增长的垄断提出了反对。这次诉讼促使了美国电报电话公司作出了《金斯伯利承诺》。根据该承诺，美国电报电话公司摆脱了被分拆或国有化的命运，但是美国电报电话公司必须让出西联公司，同时允许没有竞争的独立电话公司与它的长途电话网络互连。 1934年之后，美国联邦通讯委员会承担了对美国电报电话公司的监管。电信服务的激增促使美国电报电话公司成为全球最大的公司，直至1984年被美国司法部分拆为止；同时贝尔系统也宣布结业。

### 电话专利确立
1876年3月7日，亚历山大·格拉汉姆·贝尔收到了发明电话的美国专利文件。贝尔在1877年成立了贝尔电话公司，该公司于1885年成为美国电报电话公司。
当贝尔有关电话的原始专利在15年后，也就是1894年到期之后，电信服务市场开始竞争激烈。6,000余家电信公司纷纷成立，而贝尔电话公司则经历了严重的财务下滑。
1907年4月30日，西奧多·牛頓·魏爾重返美国电报电话公司总裁职位。 魏尔相信一统国家电话系统的优越性，因而美国电报电话公司提出了“统一政策，统一系统，普遍服务”的口号。 这成为该公司接下来70余年的经营理念。 在魏尔的领导下，美国电报电话公司开始收购美国的一些小型电信公司，这其中就包括西联电报。 为了避免在与美国司法部的反垄断诉讼中败诉而被拆分，美国电报电话公司与美国联邦政府在1913年达成了名为《金斯伯利承诺》的庭外协议。

### 金斯伯利承诺
在1913年的与联邦政府的反垄断诉讼之后，美国电报电话公司同意了《金斯伯利承诺》。其主要内容包括：美国电报电话公司将出售所持有的西联电报价值3000万美元的股份；允许其他独立的电信公司与其电话网络相连；同时在未经州际商务委员会批准不得收购其他独立电信公司。

### 全美垄断形成
1921年至1937年期间，美国电报电话公司与各地区的区域运营商联合使用“贝尔系统”的统一商标。具体范例是，商标内主体为有标有“贝尔系统”字样的铃标志；环绕主体图案的字样则是上方为区域联合运营公司名，下方则为美国电报电话公司名。
贝尔系统内的公司所使用的电话机及其他电信设备都是向美国电报电话公司的全资子公司西方电气采购；同时还需要缴纳营业收入的一部分给贝尔实验室作为授权费用。
这种纵向垄断的结果导致贝尔系统在1940年就已经拥有了美国绝大部分的电信服务，不管是本地电话服务还是长途电话服务。这种垄断地位使得贝尔系统可以禁止用户如果没有付费的话，他们将无法将其自行采购的非贝尔系统关联公司生产或销售的设备连接到贝尔系统的电话网络上。例如，假设某位顾客想要使用某种当地贝尔系统公司所没有的电话类型，那么他必须自行采购这套设备，同时还要承担相关的服务费及月租费才可以使用这台设备。
1949年，美国司法部在一次反垄断诉讼中指控美国电报电话公司及贝尔系统利用其在电信服务中近乎垄断的地位，试图在相关技术领域内建立不平等的优势。诉讼的结果是联邦政府在1956年得到了一份协议裁决。该协议将美国电报电话公司的服务限缩在美国国家电信网络的85%额度以及部分国家合同内，同时禁止其继续获得加拿大或加勒比海地区国家等新的电信服务合同。贝尔系统在加拿大的主要公司包括负责贝尔系统在加拿大地区运营的加拿大贝尔和设备制造商西方电气的子公司北方电气。西方电气公司在1956年就出售了北方电气公司，但是美国电报电话公司却直到1975年才出售了加拿大贝尔公司。ITT公司（当时称为“国际电报电话公司”）则购买了贝尔系统在加勒比海地区的相关公司。
除了美加地区之外，贝尔系统还拥有多加加勒比海地区的电信运营商，以及54%的日本NEC公司股份；同时在1956年限定生效之前，与二战后的日本电信电话公司建立了关系。在1956年之前，贝尔系统的全球影响力非常巨大。甚至在1956年到1984年期间，贝尔系统的服务遍及美国并在所有的通信服务领域内居于领先地位；且在工业化国家的电信标准化进程中占据着重要地位。
1984年，贝尔系统拆分案结束了贝尔系统与其附属公司的品牌隶属关系。这是由于美国司法部于1974年提起的另一个反垄断诉讼所致，美国联邦政府在该诉讼中指控贝尔系统的非法行为扼杀了电信行业的竞争。双方在1982年1月8日解决了诉讼，替代了美国电报电话公司在1956年与美国司法部所达成的和解条款。

## 当代以贝尔命名相关公司

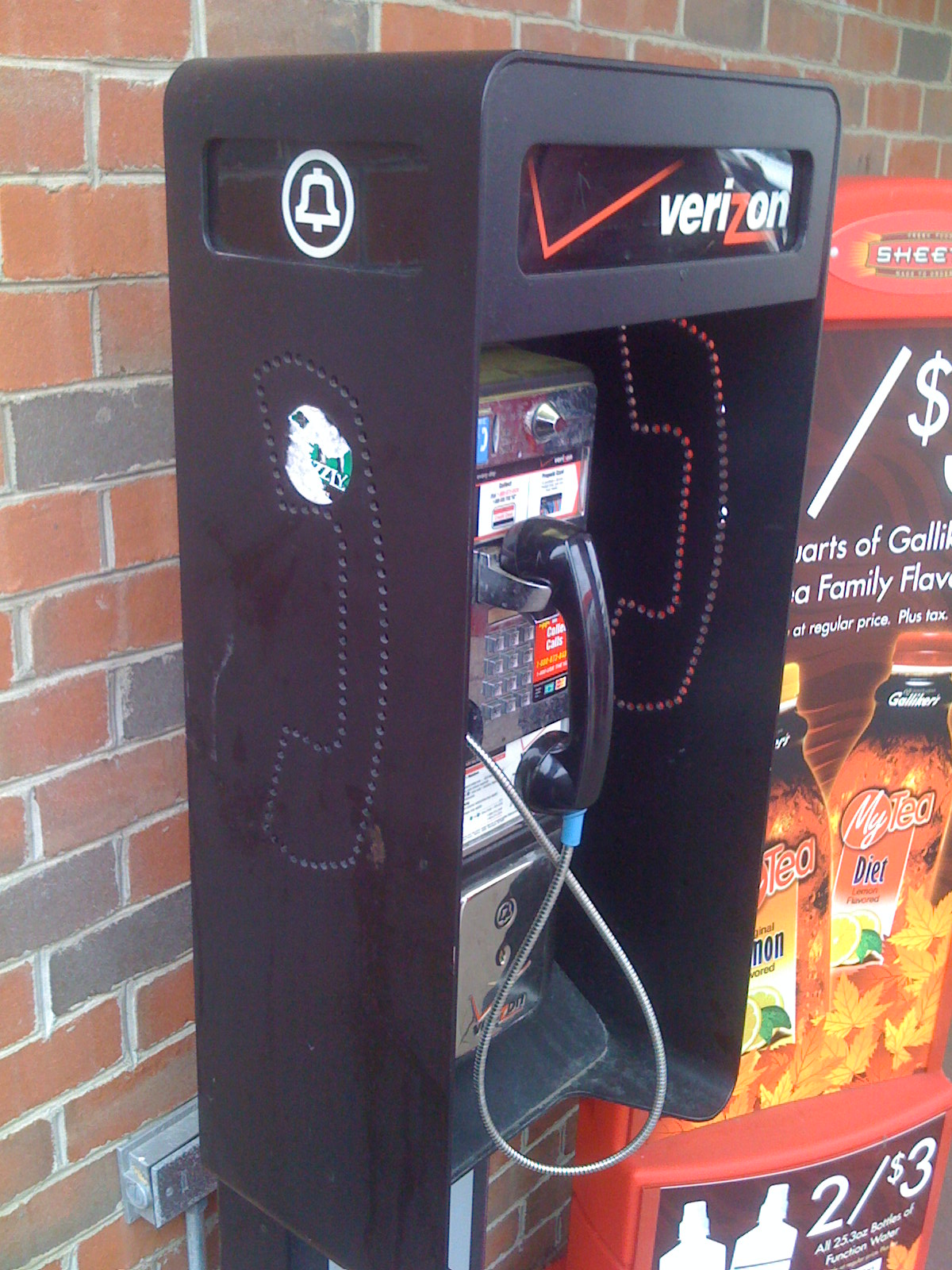
威讯一台印有贝尔标志的公用电话机。